# Iberor-Inseln
Die Iberor-Inseln, englisch: Iberor Islets, auch Doro Island and Misaki Island, Doro-To, Iberor oder Misaki-To genannt, sind eine Gruppe von zwei kleinen Inseln im Inselstaat Palau im Pazifischen Ozean.

## Geographie
Die Inseln im Gebiet der Chelbacheb-Inseln (Rock Islands) liegen zusammen mit zahlreichen anderen eingefriedet von dem gebogenen Verlauf der Insel Koror, welche durch die Halbinsel Ngermeuangel die Ngerikuul Bay bildet. Die Inseln liegen ganz im Norden der Bucht. Nur schmale Kanäle trennen die Inseln jeweils voneinander und von Koror im Norden. Die Küstenlinie ist durch Mangrovenbestand und die zerklüftete Struktur der ehemaligen Riffkrone geprägt. Die Inseln sind dicht bewaldet und unbewohnt.